# Foster + Partners
«Foster + Partners» (с англ. — «Фостер и партнёры») — британское архитектурное бюро с головным офисом в Лондоне.
Бюро было основано в 1967 году Норманом Фостером под названием «Foster Associates». За годы существования фирма спроектировала ряд сооружений во многих странах мира — модернистские офисные здания из стекла и стали, станции метро, терминалы аэропортов, мосты, стадионы, музеи, административные и университетские корпуса. Компания оказывает и дизайнерские услуги.
В настоящее время в бюро работают около 900 сотрудников. Самыми известными за его историю архитекторами стали сам Фостер и Р. Дж. Роджерс.
«Фостер и партнёры» были дважды удостоены премии Стирлинга (в 1998 году за здание музея в Даксфорде и в 2004 году за небоскрёб Мэри-Экс) и единожды — премии Ага-хана (в 2007 году за здание технологического университета в Малайзии).

## Известные проекты
- В Великобритании:

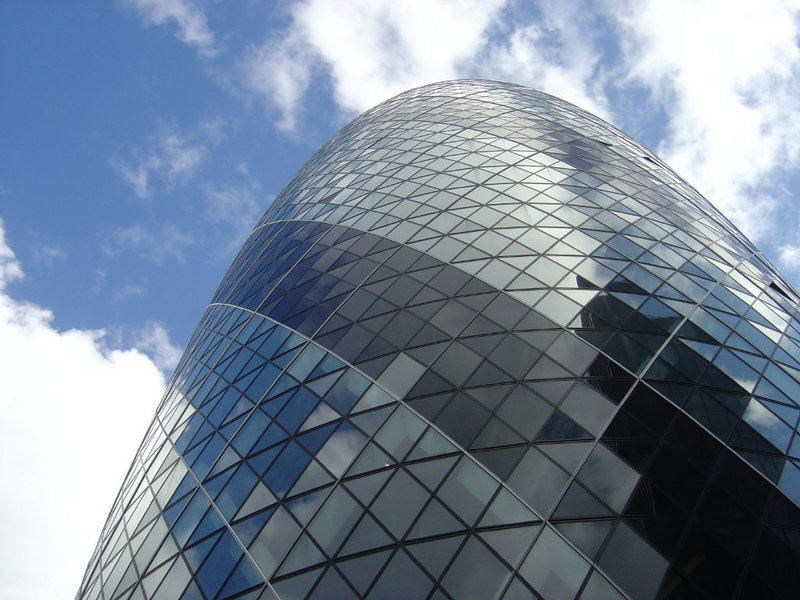
Небоскрёб Мэри-Экс

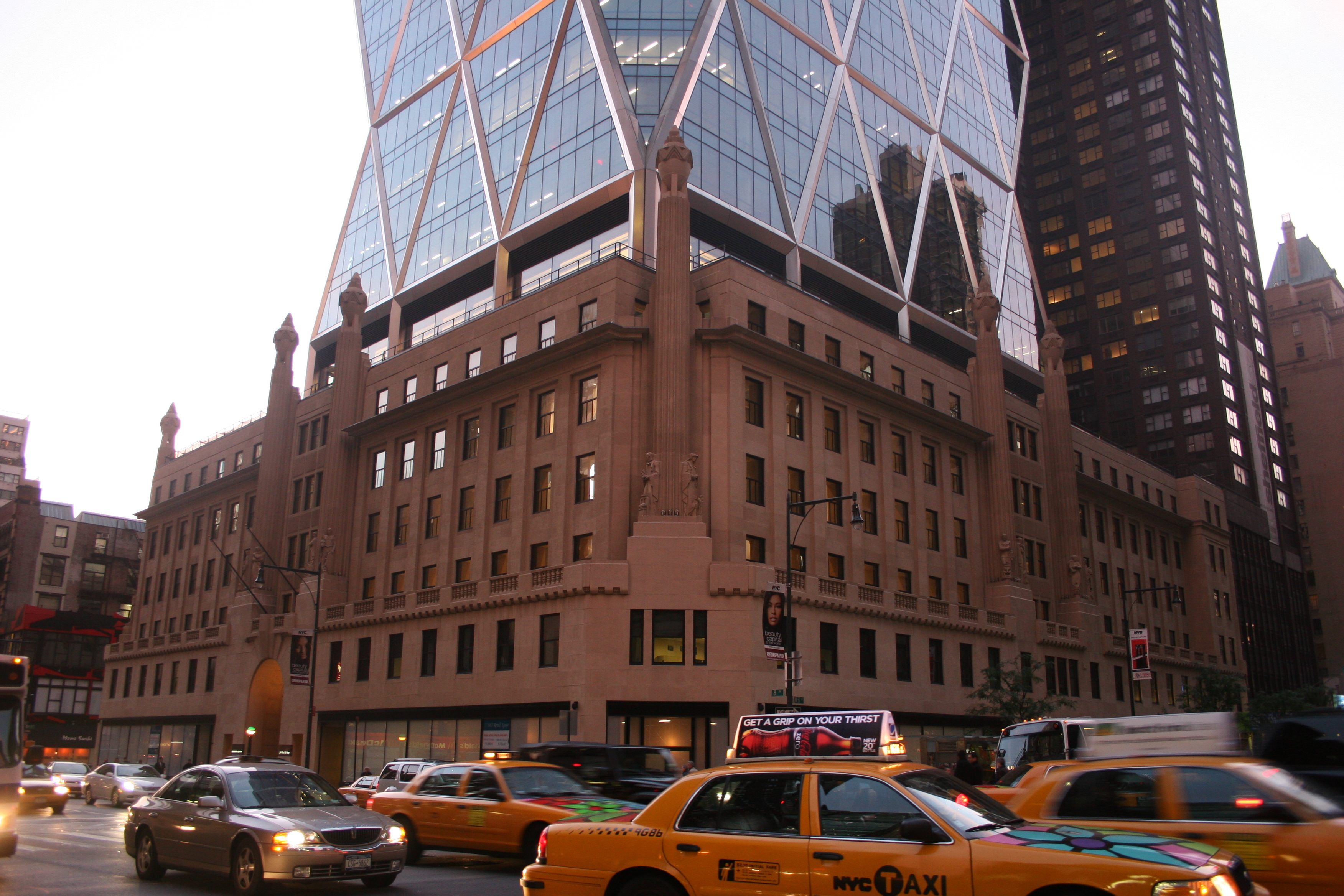
Нижние этажи Хёрст-тауэр

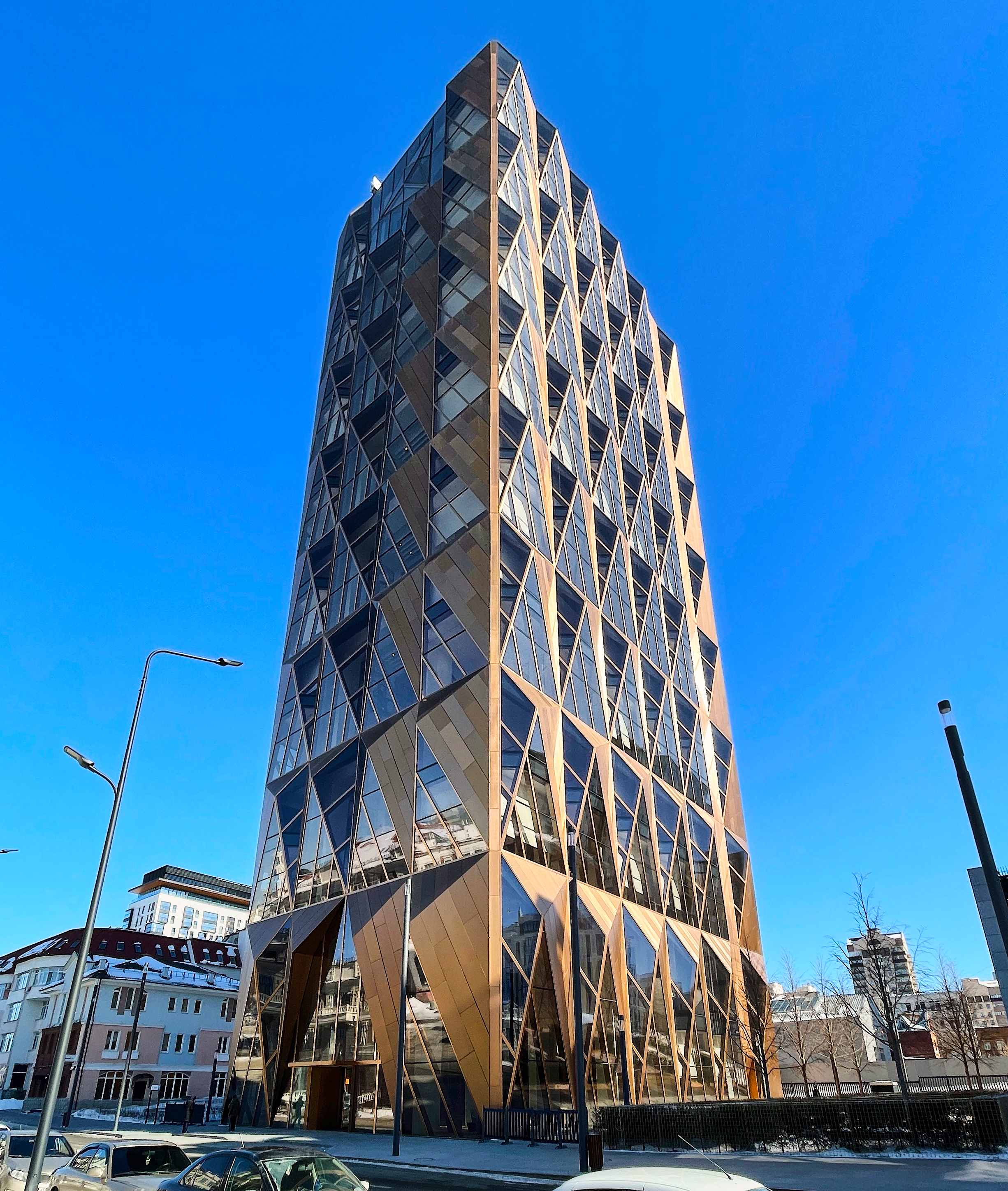
Штаб-квартира РМК

  - Станция метро «Кэнэри-Уорф» (1999)
  - Мост Миллениум (2000)
  - Сити-холл (2002)
  - Небоскрёб Мэри-Экс (2004)
- В Германии:
  - Коммерцбанк-Тауэр (1997)
- В Испании:
  - Телебашня Кольсерола (1992)
  - Метрополитен Бильбао (1995)
- В Казахстане:
  - Дворец мира и согласия (2006)
  - Хан-Шатыр (2010)
  - Абу-Даби Плаза (2020)
- В Катаре
  - Лусаил Айконик (строится)
- В Китае:
  - аэропорт Чхеклапкок (1998)
  - аэропорт Пекин Столичный, 3-й терминал (2008)
- В ОАЭ:
  - Масдар (строится)
- В России:
  - Башня Россия (не реализован)
  - Хрустальный остров (проект)
  - Штаб-квартира РМК (2020)
- В США:
  - Хёрст-тауэр (2006)
  - Космопорт «Америка» (2010)
  - Всемирный торговый центр 2 (проект)
- Во Франции:
  - Виадук Мийо (2004)
- В Азербайджане:
  - Baku White City
- В Люксембурге:
  - Офисный центр ICÔNE (строится)

Помимо этого, фирма занималась реставрацией зданий, например, немецкого Рейхстага, стадионов Уэмбли в Англии и Камп Ноу в Испании.